# Norway (Wisconsin)
Norway – miasto w Stanach Zjednoczonych, w stanie Wisconsin, w hrabstwie Racine.